# 무가이뇨다이
무가이 뇨다이(일본어: 無外如大 むがいにょだい[*], 조오 2년 (1223년)? - 에이닌 6년 (1298년)?)는 가마쿠라 시대 후기의 선종 비구니이다. 무가쿠 소겐의 곁에서 배웠고, 또 아마고산 제일인 케이아이지의 개조가 되었다. 중세, 근세를 통해 여성 고승으로 평가되어 많은 전승이 전해지지만, 그 생애에 대해서는 불분명한 점이 많다. 또한 속명을 치요노(千代野)라고 전하는 전승이 있어, 때로 아다치 치요노와 동일시되지만, 다른 사람이라는 설이 유력하다. 또한, 호는 무챠쿠(無着)라고 하는 전승도 있으나, 무가이 뇨다이 전승의 혼란은 다른 사람의 무챠쿠와 혼동된 것이 원인이라는 설도 있다. 본 기사에서는 무챠쿠는 무가이 뇨다이와 다른 사람의 이름으로 적는다.

## 생애
무가이 뇨다이의 전기는 혼란이 있고, 그 생애는 불분명한 경우가 많으나, 그러한 혼란은 남북조 시대 무렵에 발생한 것으로 보인다. 이하 무가이 뇨다이의 전기로 자주 인용되는 『엔포전등록(延宝伝燈録)』 (엔포 6년 (1678년) 성립. 이하 전등록)을 중심으로 살펴본다.

### 이름
『전등록(伝燈録)』은 초명은 치요노(千代野)이며, 별호를 무챠쿠(無着)라고 적고 있다. 치요노는 후술하는 바와 같이 무가이 뇨다이의 사후에 다른 설화가 편입되었다는 설이 있고, 또 다른 호가 무챠쿠이었을 가능성은 부정할 수 없으나, 같은 호의 다른 사람의 전승이 무가이 뇨다이 전승으로 혼동되었을 가능성이 지적되고 있다.

### 생몰년과 아버지와 남편
『전등록(伝燈録)』에는 천화(사망)는 에이닌 6년 11월 28일로, 사망 당시 나이는 76세, 아버지는 아다치 야스모리, 남편은 카나자와 에치고노카미로 기록되어있다. 이 중 사망 연령인 76세는 가마쿠라 남북조 시대의 사료 『무상화상어록(無象和尚語録)』에서도 확인할 수 있어 오류가 있을 가능성은 낮다. 그러나 사망에 대해서는 다른 자료와 모순이 지적되고 있다. 『불조선사어록(仏照禅師語録)』에는 무가이 뇨다이 사후 하쿠운 에교(白雲慧暁)가 염향 등을 행했다고 기록되어 있으나, 하쿠운 에교의 사망년도는 에이닌 5년이며, 무가이 뇨다이의 사망년도을 에이닌 6년으로 보기엔 어렵다.
또한, 이 『전등록(伝燈録)』에 의한 생몰년이 맞다면, 무가이 뇨다이는 아버지 야스모리보다 나이가 많아지고, 여기서도 모순이 생긴다. 이에 대해 세키 야스시 (1951년)는 아버지 야스모리의 할아버지 아다치 케이모리의 잘못 쓴 것으로 추측했고, 야마베 코키 (1998년)는 아버지와 남편에 대한 기술은 같은 호 (무챠쿠)의 다른 사람의 실적이 혼동됐을 것으로 추측했다. 또한, 야마베는 무가이 뇨다이와 관련된 사찰의 유서 등으로 보아, 무가이 뇨다이를 아시카가 타카우지의 어머니 우에스기 키요코의 친척으로 추측하고도 있다.

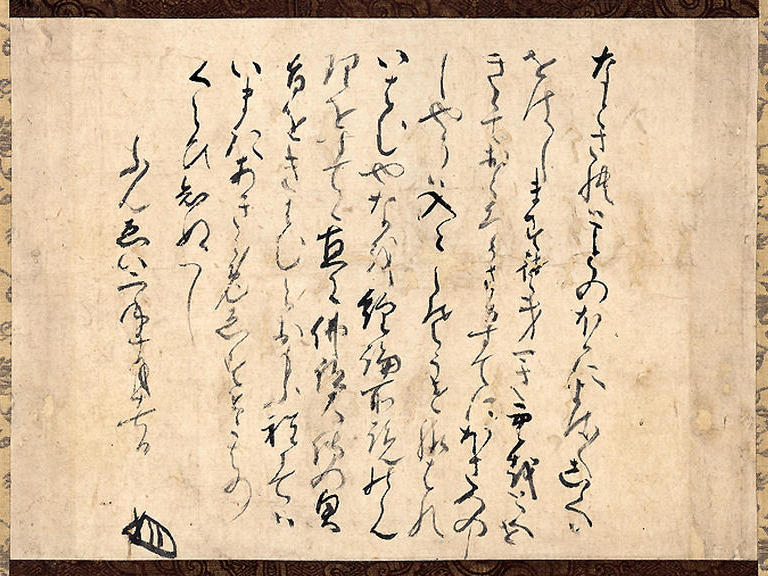
비구니 무가이 뇨다이 가나 문서 (MIHO MUSEUM)

### 출가
『전등록(伝燈録)』은 남편과 사별한 후, 상경하여 불문에 들어가 시쥬쇼샤 (資寿精舎, 시쥬인(資寿院))을 차렸다고 기록되어있다. 이 기술은 14세기 중엽 성립된 『시쥬인 치문(資寿院置文)』을 인용한 것으로 보이는데, 그에 따르면 이들은 무챠쿠 (카나자와 아키시의 아내)의 사적으로, 야마베는 무가이 뇨다이와 무챠쿠가 혼동됨으로써 무가이 뇨다이의 전승에 들어갔다고 추측하고 있다.
출가한 시기에 대해 『전등록(伝燈録)』은 무가쿠 소겐으로부터 계를 받았다고 기록하는데, 무가쿠 소겐이 일본에 온 고안 2년 (1279년)보다도 이른 시기에 다른 누군가를 사사하고 출가했을 가능성이 높으며, MIHO MUSEUM에 소장되어있는 『무가이 뇨다이 가나 문서』에 따르면, 분에이 2년 (1265년) 10월 17일 시점에 출가했을 가능성이 있다. 전설에서는 "아름다운 얼굴을 이유로 출가를 거절당했기 때문에, 달군 철봉으로 자신의 얼굴에 화상을 입혀 출가를 허락받았다"고 하나, 유사한 설화는 다른 선종 비구니에게서도 볼 수 있어 사실성은 의심스럽다.
『전등록(伝燈録)』에 따르면 우에스기씨와 니카이도씨가 케이아이지를 건립하고, 무가이 뇨다이는 그 절의 1대 주지에 올랐다고 한다. 케이아이지를 개산한 무가이, 혹은 뇨다이라고 자칭하는 비구니가 있었음은 가마쿠라기의 사료에서도 확인할 수 있어 거의 틀림없다. 케이아이지의 건립 시기는 알 수 없으나, 『호쿄지 문서(宝鏡寺文書)』에는 겐지 3년 (1277년)에 절터가 기진되었다고 기록되어있어, 이 무렵에 건립된 것으로 보인다.
『쇼먀쿠인 비명(正脈院碑銘)』에 따르면, 무가이 뇨다이는 고안 8년 (1285년)에 가마쿠라의 무가쿠 소겐의 밑에서 참배했다. 무가쿠 소겐의 어록인 『불광국사 어록(仏光国師語録)』에도 "뇨다이 대사 청찬 (케이아이지 장로)"라고 적혀있어, 당시부터 그 덕을 기리는 존재였다.
근세 전기에 의하면, 무가쿠 소겐이 사망하기 직전에 무가이 뇨다이를 후계자로 인정하여, 자신의 "무(無)"자를 주었다고 한다. 무가이 뇨다이는 겐무 원년 (1334년)에 무가쿠 소겐의 탑소로 쇼먀쿠인을 창건하였다. 쇼마쿠인은 후에 코노 모로나오에 의해 신뇨지가 되는 등, 아시카가 쇼군가와 인연이 깊다.

### 사망 후의 평가
무가이 뇨다이의 백년기에서는 젯카이 츄신이 염향을 행하는 등, 무가이 뇨다이는 무소 소세키의 무소파에 의해 오랫동안 덕을 칭송받았으며, 에도 시대에 이르러 중세 비구니의 상징적 존재가 되었다. 그 때문에, "일본 최초로 선승 자격을 얻은 여성"이라고 칭하게 되는데, 타치 류시 (2008년)는 무가이 뇨다이보다 전에 도래승으로 인정받은 비구니가 존재하고 있어, 사실이 아니라고 주장했다. 한편, 이러한 전승에서도 후세의 높은 평가를 알 수 있다.
그러나, 메이지 이후의 불교 연구는 정체되어 있었으며, 특히 여성인 무가이 뇨다이는 그 업적에 반하여 연구되지 않았다. 무가이 뇨다이를 일찍부터 주목한 것은 서양 연구자로, 바바라 루쉬가 대표자로 꼽힌다. 2023년이면 탄생 800주년을 맞이하기 때문에, 그 유덕을 전하고자 중세일본연구소가 무가이 뇨다이 프로젝트로 자료집을 출간할 예정이다.

## 치요노 전설
『전등록(伝燈録)』을 비롯하여 무가이 뇨다이의 초명은 치요노(千代野)라고 하는 전승은 많지만, 오래된 사료로는 확인할 수 없다. 니시야마 미카는 무로마치 시대 말기에 성립한 『다이토쿠지 야화(大徳寺夜話)』에 무가이 뇨다이와 치요노가 따로 수록되어 있어 이 무렵까지는 다른 사람으로 인식되오 있었다고 한다. 또한 야마베는 원래 미노에 전해지던 치요노 전설이 15세기 중반에 무가이 뇨다이의 전승으로 받아들여진 것이라고 한다.

미노의 치요노 전설은 도후쿠지의 승려 오오고쿠의 일기 『헤키잔 일록(碧山日録)』에 기록되어 있다. 오오고쿠는 미노국 세키에 있는 다이오지에 있을 때 다음과 같은 이야기를 들었다고 적고 있다.
다이오지에서 서쪽 2리에 치요노 연못이 있다. 거기에 일찍이 덕이 높은 비구니가 암자를 짓고, 치요라는 종이 섬기고 있었다. 어느 날, 치요가 물을 뜨려다 국자 밑바닥이 빠졌고, 이를 계기로 치요는 깨달음을 얻었다. 그래서 치요노 연못이라 불렸다.
(大雄寺から西2里に千代奴池がある。そこにかつて高徳の尼が庵を構え、千代という奴が仕えていた。ある時、千代が水を汲もうとしたところ、杓の底が抜け、それを機に千代は悟りを得た。それゆえ千代奴池と呼ばれた。)

— 『헤키잔 일록(碧山日録)』 간쇼 2년 (1461년) 12월 13일 조
토쿠다 카즈오나 요네다 마리코는 이 전승은 나라 그림책 등에서 볼 수 있는 설화와 유사해, 그 성립은 무로마치 말기 (14세기 말)로 보여져, 쿠마노 신앙권에서 발생했다고 하고 있다. 야마베는 호지인에 미노시를 취급하는 상인들이 드나들었던 점, 혹은 개조를 무가이 뇨다이로 하는 세키시의 쇼겐지에 치요노 전설이 현재까지도 전승되고 있는데, 그 일대가 임제종 쇼코쿠지의 수령이었던 점 등으로 미루어, 15세기 중반에 미노의 치요노 전설이 무가이 뇨다이의 전승에 유입되었을 것으로 추측하고 있다.
이 일화는 하쿠인의 선화 소재가 되기도 하고, "치요의 후가타노미시 통의 밑바닥을 빠지게 해보지 않으면, 달도 그치지 않는다"의 찬이 읊어지고 있다. 또한, 이 전승은 가마쿠라시의 카이조지 저탈우물에서도 볼 수 있지만, 나가이 스스무는 에도 시대의 쇼묘지의 사료에 카이조지의 개조는 무사쿠 (아다치 치요노)라고 기록되어 있어, 치요노 전설은 아다치 치요노 전승과도 혼동되었다고 한다.

## 문화재
무가이 뇨다이에게서 유래한 문화재로는 호지인에 전해지는 정상 조각과, 다이쇼지에 전해지는 친필 서장이 있다. 모두 가마쿠라 시대 후기의 것으로, 중요문화재이다. 이 두 점은 케이아이지 주지직에서 계승된 것으로 알려져 있으며, 특히 정상 조각은 무가이 뇨다이가 이상의 비구니로서 숭경되었음을 보여준다고 한다. 이 밖에도 무가이 뇨다이의 서장으로 전해지는 문서가 여러 점 있다.

## 같이 보기
- 케이아이지 - 교토시 카미쿄구 니시이츠츠지히가시마치 (이츠츠지 오오미야라고도 함)에 있었던 임제종 비구니 사찰. 무로마치 시대에는 번성했지만, 오닌의 난 등으로 황폐해져서 후에 폐절. 다이쇼지, 호지인 (별명 치요노 고쇼), 호쿄지가 법등을 이음.
- 신뇨지 - 무가쿠 소겐의 탑소. 무가이 뇨다이가 창건
- 무가쿠 소겐 - 무가이 뇨다이의 스승
- 아다치 치요노 - 무가이 뇨다이와 혼동되는 경우가 많은 인물